# Premyer Liqası 2019-2020
La Premyer Liqasi 2019-2020 è stata la 28ª edizione della massima serie del campionato azero di calcio, iniziata il 17 agosto 2019, sospesa il 13 marzo 2020 a causa dell'emergenza dovuta alla pandemia di COVID-19 e conclusa anticipatamente il 18 giugno 2020. Il Qarabağ, campione in carica, essendo primo classificato al momento della sospensione, è stato dichiarato vincitore; mentre nessuna squadra è stata retrocessa nella serie inferiore.

## Stagione

### Novità
Dalla Birinci Divizionu è stato promosso il MOİK Baku, ma non ha ottenuto la licenza, cosicché il Keşlə, retrocesso nella stagione passata, è stato riammesso.

### Formula
Le 8 squadre partecipanti si affrontano in un girone all'italiana con due partite di andata e due di ritorno, per un totale di 28 giornate. La squadra prima classificata è dichiarata campione di Azerbaigian ed è ammessa al primo turno di qualificazione della UEFA Champions League 2020-2021. La seconda e la terza classificata, assieme alla vincitrice della coppa nazionale, sono ammesse al primo turno di qualificazione della UEFA Europa League 2020-2021. L'ultima classificata retrocede direttamente in Birinci Divizionu.

## Squadre partecipanti
| Club        | Città    | Stadio               | Stagione precedente        |
| ----------- | -------- | -------------------- | -------------------------- |
| Keşlə       | Baku     | Inter Arena          | 8º posto in Premyer Liqası |
| Neftçi Baku | Baku     | Bakcell Arena        | 2º posto in Premyer Liqası |
| Qarabağ     | Ağdam    | Azərsun Arena (Baku) | Campione di Azerbaigian    |
| Qəbələ      | Qəbələ   | Gabala City Stadium  | 4º posto in Premyer Liqası |
| Sabah       | Baku     | Alinja Arena         | 7º posto in Premyer Liqası |
| Sumqayıt    | Sumqayıt | Kapital Bank Arena   | 6º posto in Premyer Liqası |
| Səbail      | Baku     | ASCO Arena           | 3º posto in Premyer Liqası |
| Zirə        | Baku     | Zirə Qəsəbə Stadionu | 5º posto in Premyer Liqası |

## Classifica finale
|                        | Pos. | Squadra     | Pt | G  | V  | N | P  | GF | GS | DR  |
| ---------------------- | ---- | ----------- | -- | -- | -- | - | -- | -- | -- | --- |
| Azerbaigian (bandiera) | 1.   | Qarabağ     | 45 | 20 | 13 | 6 | 1  | 34 | 7  | +27 |
|                        | 2.   | Neftçi Baku | 37 | 20 | 10 | 7 | 3  | 33 | 14 | +19 |
|                        | 3.   | Keşlə       | 30 | 20 | 8  | 6 | 6  | 27 | 21 | +6  |
|                        | 4.   | Sumqayıt    | 23 | 20 | 6  | 5 | 9  | 24 | 32 | -8  |
|                        | 5.   | Zirə        | 23 | 20 | 6  | 5 | 9  | 25 | 37 | -12 |
|                        | 6.   | Sabah       | 21 | 20 | 5  | 6 | 9  | 19 | 27 | -8  |
|                        | 7.   | Səbail      | 20 | 20 | 5  | 5 | 10 | 16 | 30 | -14 |
|                        | 8.   | Qəbələ      | 19 | 20 | 5  | 4 | 11 | 25 | 35 | -10 |

Legenda:
      Campione d'Azerbaigian e ammessa alla UEFA Champions League 2020-2021
      Ammesse alla UEFA Europa League 2020-2021
Note:
Tre punti a vittoria, uno a pareggio, zero a sconfitta.
La classifica viene stilata secondo i seguenti criteri:
- Punti conquistati
- Punti conquistati negli scontri diretti
- Differenza reti negli scontri diretti
- Reti realizzate negli scontri diretti
- Reti realizzate in trasferta negli scontri diretti (solo tra due squadre)
- Differenza reti generale
- Reti totali realizzate

## Risultati

### Partite (1-14)
|             | Kes  | Nef  | Qəb  | Qar  | Səb  | Sab  | Sum  | Zir  |
| ----------- | ---- | ---- | ---- | ---- | ---- | ---- | ---- | ---- |
| Keshla      | –––– | 2-1  | 2-1  | 0-1  | 1-2  | 1-1  | 2-1  | 2-0  |
| Neftçi Baku | 0-0  | –––– | 4-1  | 0-0  | 2-1  | 1-1  | 2-1  | 3-0  |
| Qəbələ      | 0-4  | 0-3  | –––– | 1-1  | 3-0  | 1-2  | 0-2  | 3-0  |
| Qarabağ     | 2-2  | 2-0  | 3-0  | –––– | 1-0  | 2-0  | 2-0  | 1-1  |
| Səbail      | 0-0  | 0-0  | 1-1  | 0-4  | –––– | 1-3  | 0-2  | 1-0  |
| Sabah       | 0-1  | 0-2  | 0-1  | 0-1  | 3-0  | –––– | 1-3  | 2-2  |
| Sumqayıt    | 0-0  | 2-4  | 1-1  | 2-1  | 0-3  | 1-0  | –––– | 1-2  |
| Zirə        | 3-1  | 1-0  | 1-1  | 1-3  | 4-1  | 1-1  | 2-2  | –––– |

### Partite (15-28)
|             | Kes  | Nef  | Qəb  | Qar  | Səb  | Sab  | Sum  | Zir  |
| ----------- | ---- | ---- | ---- | ---- | ---- | ---- | ---- | ---- |
| Keshla      | –––– |      |      | 0-2  | 0-1  |      |      | 4-0  |
| Neftçi Baku | 3-1  | –––– |      |      | 1-1  | 4-0  | 1-1  |      |
| Qəbələ      | 1-2  | 0-2  | –––– |      |      |      | 5-0  |      |
| Qarabağ     |      | 0-0  |      | –––– |      | 0-0  | 1-0  |      |
| Səbail      |      |      | 3-1  | 0-1  | –––– |      |      | 1-3  |
| Sabah       |      |      | 3-2  |      | 0-0  | –––– |      |      |
| Sumqayıt    | 2-2  |      |      |      |      | 1-2  | –––– | 2-1  |
| Zirə        |      |      | 1-2  | 0-6  |      | 2-0  |      | –––– |

## Statistiche

### Individuali

#### Classifica marcatori
| Gol |  |  | Giocatore             | Squadra     |
| --- |  |  | --------------------- | ----------- |
| 7   |  |  | Mahir Emreli          | Qarabağ     |
| 7   |  |  | Steven Joseph-Monrose | Neftçi Baku |
| 7   |  |  | Bagaliy Dabo          | Neftçi Baku |
| 7   |  |  | Peyman Babaei         | Sumqayıt    |
| 6   |  |  | Lorenzo Frutos        | Keşla       |
| 6   |  |  | Ağabala Ramazanov     | Zirə        |
| 6   |  |  | Davit Volkovi         | Zirə        |
| 5   |  |  | Mehdi Sharifi         | Sumqayıt    |
| 5   |  |  | Magaye Gueye          | Qarabağ     |
| 5   |  |  | Hendrick Ekstein      | Səbail      |
| 5   |  |  | Abdellah Zoubir       | Qarabağ     |